# كيث نيلسون (لاعب كرة سلة)
كيث نيلسون (1970 - ) (بالإنجليزية: Keith Nelson)‏ هو لاعب كرة سلة أمريكي في مركز الوسط.

## وصلات خارجية
- كيث نيلسون على موقع كلية كرة السلة في سبورتس رفرنس.كوم (الإنجليزية)